# Harmonia (thần thoại)

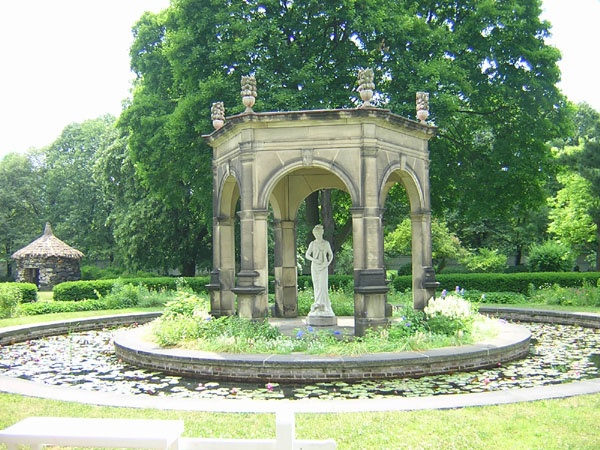
Bức tượng thần Harmonia ở các vườn Hội Harmony ở Làng Kinh tế cổ, Pennsylvania.

Harmonia (/hɑːrˈmoʊniə/; tiếng Hy Lạp cổ: Ἁρμονία), trong tôn giáo Hy Lạp cổ đại, là một vị nữ thần bất tử của hòa hợp và hòa thuận. Nhân vật tượng tự trong Lã Mã là Concordia, và vị thần đối lập bà trong tôn giáo Hy Lạp là Eris, còn vị thần đối lập bà trong La Mã là Discordia. Những người anh chị em của bà là Eros/Cupid, Phlegyas, Adrestia, và những người sinh đôi Phobos và Deimos. Cha mẹ bà là Nữ thần Tình yêu, Aphrodite và thần chiến tranh Ares.

## Nguồn gốc

Harmonia và con rắn